# (11299) Annafreud
(11299) Annafreud es un asteroide perteneciente al cinturón de asteroides descubierto el 22 de septiembre de 1992 por Eric Walter Elst desde el Observatorio de La Silla, Chile.

## Designación y nombre
Annafreud se designó al principio como 1992 SA22.
Más adelante, en 2000 fue nombrado por Anna Freud (1895-1982), la hija menor de Sigmund Freud, quien huyó con su padre de Austria en 1938 y se estableció en Londres. En 1936 publicó Das Ich und die Abwehrmechanismen. Se la considera la fundadora del psicoanálisis infantil.

## Características orbitales
Annafreud orbita a una distancia media de 2,735 ua del Sol, pudiendo alejarse hasta 2,865 ua y acercarse hasta 2,605 ua. Tiene una excentricidad de 0,048 y una inclinación orbital de 4,405 grados. Emplea en completar una órbita alrededor del Sol 1652,48 días.
Pertenece a la familia de asteroides de (847) Agnia.

## Características físicas
La magnitud absoluta de Annafreud es 13,95. Tiene 5,078 km de diámetro y su albedo se estima en 0,189.